# Saison cyclonique 2005 dans l'océan Pacifique nord-est
La saison cyclonique 2005 de l'océan Pacifique nord-est a eu lieu du 15 mai 2005 au 30 novembre 2005, selon la définition de l'Organisation météorologique mondiale.

## Noms des tempêtes 2005
La liste des noms qui est utilisée pour nommer les tempêtes qui se forment dans le bassin cyclonique de l'océan Pacifique nord-est durant l'année 2005 est la même que celle de la saison 1999. 
| - Adrian - Beatriz - Calvin - Dora - Eugene - Fernanda - Greg - Hilary | - Irwin - Jova - Kenneth - Lidia - Max - Norma - Otis - Pilar | - Ramon - Selma - Todd - Veronica - Wiley - Xina - York - Zelda |

| A |  | B |  | C |  | D |  | E |  | 1C |  | F |  | G |  | H |  | I |  | J |  | K |  | L |  | M |  | N |  | O |  | 16E |

| D | T | 1 | 2 | 3 | 4 | 5 |